# Cevo (Italie)
Pour les articles homonymes, voir Cevo.
Cevo est une commune italienne de la province de Brescia, dans la région Lombardie.

## Administration
| Période                                  | Période | Identité | Étiquette | Qualité |
| ---------------------------------------- | ------- | -------- | --------- | ------- |
|                                          |         |          |           |         |
| Les données manquantes sont à compléter. |         |          |           |         |

### Hameaux
Fresine, Isola, Andrista.

### Communes limitrophes
Berzo Demo, Cedegolo, Ceto, Cimbergo, Daone, Saviore dell'Adamello, Sonico.

## Jumelages
- Trezzo sull'Adda (Italie)